# Air-France-Flug 437
Der Air-France-Flug 437 (Flugnummer IATA: AF437, ICAO: AFR437, Funkrufzeichen: AIRFRANS 437) war ein Linieninterkontinentalflug der Air France von Kapstadt nach Paris mit einem Zwischenstopp in Johannesburg. Am 5. September 1996 ereignete sich auf diesem Flug ein schwerer Zwischenfall, als die an diesem Tag auf dem Flug eingesetzte Boeing 747-428 bei Ouagadougou, Burkina Faso in eine Zone mit schweren Turbulenzen einflog, wodurch ein Passagier getötet und 25 Personen verletzt wurden.

## Maschine
Bei dem verunglückten Flugzeug handelte es sich um eine Boeing 747-428 mit der Werknummer 25602 und der Modellseriennummer 909, die ihren Erstflug am 20. März 1992 absolviert hatte. Die Maschine wurde am 7. April 1992 mit dem Luftfahrzeugkennzeichen F-GITF an Air France ausgeliefert und seitdem durchgehend von dieser betrieben. Das vierstrahlige Großraumflugzeug war mit vier Triebwerken des Typs General Electric CF6-80C2B1F ausgestattet. Am 31. August 1996 hatte die Maschine eine Gesamtbetriebsleistung von 18.504 Betriebsstunden, auf die 1.843 Starts und Landungen (=Flugzyklen) entfielen.

## Insassen
Den Flug auf dem Flugabschnitt von Johannesburg nach Paris hatten 206 Passagiere angetreten. Es befand sich eine 18-köpfige Besatzung an Bord, bestehend aus einer dreiköpfigen Cockpitbesatzung und einer 15-köpfigen Kabinenbesatzung, darunter zwei Purserinnen im Alter von 40 und 48 Jahren.
- Der 54-jährige Flugkapitän war 1968 durch Air France eingestellt und am 28. Januar 1976 zum Piloten auf kommerziellen Linienflügen zugelassen worden. Im Jahr 1983 wurde er zum Flugkapitän befördert. Er verfügte über Musterberechtigungen für die Flugzeugtypen Sud Aviation Caravelle SE 210, Boeing 727, Boeing 747-100, -200, -300 und Boeing 747-400. Seine Flugerfahrung belief sich auf 16.760 Flugstunden, wovon er 335 mit der Boeing 747-400 absolviert hatte.
- Der 35-jährige Erste Offizier war im Jahr 1990 durch Air France eingestellt worden. Er verfügte über Musterberechtigungen für die Flugzeugtypen Aérospatiale SN 601 Corvette, Boeing 727, Boeing 747-200 und Boeing 747-400. Seine Flugerfahrung belief sich auf 4.096 Stunden, davon hatte er 2.302 Stunden mit der Boeing 747-400 absolviert.
- Der 37-jährige an Bord anwesende, zusätzliche Erste Offizier gehörte der Air France seit 1990 an.  Er verfügte über Musterberechtigungen für die Flugzeugtypen Beechcraft 90, 100, 200, Saab 340, Boeing 747-100, -200 und -400. Seine Flugerfahrung belief sich auf 3.295 Flugstunden, wovon er 958 Stunden im Cockpit der Boeing 747-400 absolviert hatte.

## Unfallhergang
Mit der Maschine wurde der Linienflug von Kapstadt nach Paris mit Zwischenstopp in Johannesburg durchgeführt.
Um 15:55 Uhr UTC des 4. September traf sie in Johannesburg ein, der Weiterflug mit Ziel Paris begann um 18:29 Uhr UTC. Während des Fluges über dem Luftraum von Burkina Faso geriet die Maschine um 00:22 Uhr UTC des 5. September in schwere Turbulenzen. Die Insassen wurden dabei teilweise in der Maschine umhergeschleudert, wobei neun Personen schwer und 17 weitere leicht verletzt wurden. Die schwer beschädigte Maschine konnte später auf dem Flughafen Marseille notgelandet werden. Einer der schwer verletzten Passagiere erlag am 22. September seinen Verletzungen.

## Ursache
Die Unfalluntersuchung wurde durch das Bureau d’Enquêtes et d’Analyses pour la sécurité de l’aviation civile (BEA) geführt. Die Ermittler kamen zu dem Schluss, dass der Unfall durch das Einfliegen in eine Wetterzone verursacht war, in der ein schwerer Sturm mit schweren Turbulenzen herrschte. Die Ermittler des BEA bemängelten, dass das Wetterradar der Maschine trotz wiederholter Ausfälle nicht repariert worden war. Der Flug sei zudem mit unzureichend vorliegenden und fehlinterpretierten Wetterdaten durchgeführt worden. Das BEA bemängelte zudem, dass die Besatzung nicht berücksichtigt hatte, dass das Wetterradar der Maschine außer Betrieb war und die Maschine trotz sich verschlechternder Wetterbedingungen in die Gewitterzelle einflog.

## Verbleib der Maschine
Nach dem Unfall wurde die Maschine repariert und durch die Air France weiterbetrieben, die ihr einziger Betreiber bleiben sollte: Die 747 wurde am 10. Februar 2015 außer Betrieb genommen und am 12. Mai 2015 auf dem Bob Sikes Airport in Crestview, Florida eingelagert, wo sie später verschrottet wurde.